# Songpa-dong
Songpa-dong (koreanska: 송파동) är en stadsdel i Sydkoreas  huvudstad Seoul. Den ligger i den sydöstra delen av staden i stadsdistriktet Songpa-gu.

## Indelning
Administrativt är Songpa-dong indelat i:
| Namn    | Namn              | Yta km² | Invånare 31 dec 2020> |
| ------- | ----------------- | ------- | --------------------- |
| 송파1동 | Songpa 1(il)-dong | 0,8     | 25 190                |
| 송파2동 | Songpa 2(i)-dong  | 0,5     | 20 800                |